# Konevo, Razgrad
Konevo (în bulgară Конево, în română Atchioi) este un sat în comuna Isperih, regiunea Razgrad, Dobrogea de Sud, Bulgaria.
Între anii 1913-1940 a făcut parte din plasa Accadânlar a județului Durostor, România. Lângă localitate a mai existat o așezare (azi dispărută) numită în timpul administrației românești Șarmanchioi (în bulgară Volno). După 1940 a fost inclus în regiunea Razgrad.

## Demografie
Componența etnică a satului Konevo (2011)
     Bulgari (97,89%)
     Nicio identificare (2,1%)
     Altele (0%)
La recensământul din 2011, populația satului Konevo era de 95 locuitori. Din punct de vedere etnic, majoritatea locuitorilor (97,89%) erau bulgari. Pentru 2,1% din locuitori nu este cunoscută apartenența etnică.

### Recensământul românesc din 1930
Componența etnică a comunei Atchioi (județul Durostor)
     Români (5,22%)
     Turci (94,55%)
     Altă etnie (0,23%)

Conform recensământului efectuat în 1930, populația comunei Atchioi se ridica la 881 locuitori. Majoritatea locuitorilor erau turci (94,55%), cu o minoritate de români (5,22%). Alte persoane s-au declarat: maghiari (1 persoană) și armeni (1 persoană). Din punct de vedere confesional, majoritatea locuitorilor erau musulmani (94,56%), dar existau și ortodocși (5,44%). 
Componența confesională a comunei Atchioi (1930)
     Ortodocși (5,44%)
     Musulmani (94,56%)